# Костадин Василев
Костадин (Коста, Кочо) Василев е български революционер, деец на Вътрешната македоно-одринска революционна организация.

## Биография
Василев е роден в 1865 година в костурското село Загоричани, тогава в Османската империя. Остава неграмотен и работи като млекар. Влиза във ВМОРО и участва в Илинденско-Преображенското въстание през лятото на 1903 година. Василев е натоварен да събере разпръснатите четници от Загоричани, Черешница и Олища. След разгрома на въстанието бяга в Свободна България. При избухването на Балканската война е доброволец в Македоно-одринското опълчение и служи в Първа рота на Лозенградската партизанска дружина на МОО с командир Димитър Аянов.